# Liste der statuierten Gemeinden in Colorado
Die Liste der statuierten Gemeinden in Colorado nennt derzeit nicht alle 272 incorporated municipalities im US-Bundesstaat Colorado. Dabei werden die folgenden Informationen genannt:
1. der allgemeine Name der Gemeinde,[1][2]
2. der offizielle Name der Gemeinde,[1]
3. das oder die Countys in dem/denen die Gemeinde liegt,[1][3][4]
4. das Datum der Gemeindestatuierung,[5]
5. die derzeitige Form (nicht aktuell) der Gemeindeverwaltung,[1][6]
6. die Rangfolge innerhalb Colorados nach der Einwohnerzahl zum 1. Juli 2006, nach den Zwischenschätzungen des United States Census Bureaus,[7]
7. die Gemeindebevölkerung zum 1. Juli 2006 nach der Zwischenschätzung des United States Census Bureaus,[7]
8. die Gemeindebevölkerung zum 1. April 2000 nach den Ergebnissen des United States Census 2000,[7] und
9. die prozentuale Veränderung zwischen dem 1. April 2000 und dem 1. Juli 2006.[7]

| Ortsname             | Gemeindename                  | County                                          | Inkorporiert am | Gemeindeform                     | Rang | Einw. 2006 | Einw. 2000 | Δ Einwo. |
| -------------------- | ----------------------------- | ----------------------------------------------- | --------------- | -------------------------------- | ---- | ---------- | ---------- | -------- |
| Aguilar              | Town of Aguilar               | Las Animas County                               | 10. Jan. 1894   | Statutory Town                   | 185  | 578        | 593        | −2,5 %   |
| Akron                | Town of Akron                 | Washington County                               | 22. Sep. 1887   | Statutory Town                   | 120  | 1.573      | 1.711      | −8,1 %   |
| Alamosa              | City of Alamosa               | Alamosa County                                  | 12. Aug. 1878   | Home Rule Municipality           | 45   | 8.679      | 7.960      | 9,0 %    |
| Alma                 | Town of Alma                  | Park County                                     | 2. Dez. 1873    | Statutory Town                   | 238  | 181        | 179        | 1,1 %    |
| Antonito             | Town of Antonito              | Conejos County                                  | 29. Dez. 1889   | Statutory Town                   | 156  | 832        | 873        | −4,7 %   |
| Arriba               | Town of Arriba                | Lincoln County                                  | 28. Aug. 1918   | Statutory Town                   | 231  | 217        | 244        | −11,1 %  |
| Arvada               | City of Arvada                | Jefferson County Adams County                   | 24. Aug. 1904   | Home Rule Municipality           | 8    | 104.830    | 102.153    | 2,6 %    |
| Aspen                | City of Aspen                 | Pitkin County                                   | 1. Apr. 1881    | Home Rule Municipality           | 62   | 5.728      | 5.914      | −3,1 %   |
| Ault                 | Town of Ault                  | Weld County                                     | 11. Apr. 1904   | Statutory Town                   | 125  | 1.420      | 1.432      | −0,8 %   |
| Aurora               | City of Aurora                | Arapahoe County Adams County Douglas County     | 5. Mai 1903     | Home Rule Municipality           | 3    | 303.582    | 276.393    | 9,8 %    |
| Avon                 | Town of Avon                  | Eagle County                                    | 24. Feb. 1978   | Home Rule Municipality           | 57   | 6.399      | 5.561      | 15,1 %   |
| Basalt               | Town of Basalt                | Eagle County Pitkin County                      | 26. Aug. 1901   | Statutory Town                   | 87   | 3.041      | 2.681      | 13,4 %   |
| Bayfield             | Town of Bayfield              | La Plata County                                 | 18. Aug. 1906   | Statutory Town                   | 111  | 1.792      | 1.549      | 15,7 %   |
| Bennett              | Town of Bennett               | Adams County Arapahoe County                    | 22. Jan. 1930   | Statutory Town                   | 94   | 2.570      | 2.021      | 27,2 %   |
| Berthoud             | Town of Berthoud              | Larimer County Weld County                      | 28. Aug. 1888   | Statutory Town                   | 69   | 5.120      | 4.839      | 5,8 %    |
| Bethune              | Town of Bethune               | Kit Carson County                               | 10. Juni 1926   | Statutory Town                   | 232  | 215        | 225        | −4,4 %   |
| Black Hawk           | City of Black Hawk            | Gilpin County                                   | 12. Juni 1886   | Home Rule Municipality           | 255  | 107        | 118        | −9,3 %   |
| Blanca               | Town of Blanca                | Costilla County                                 | 18. Mai 1910    | Statutory Town                   | 211  | 363        | 391        | −7,2 %   |
| Blue River           | Town of Blue River            | Summit County                                   | 1964            | Statutory Town                   | 153  | 864        | 685        | 26,1 %   |
| Bonanza              | Town of Bonanza               | Saguache County                                 | 13. Jan. 1881   | Statutory Town                   | 270  | 15         | 14         | 7,1 %    |
| Boone                | Town of Boone                 | Pueblo County                                   | 22. Sep. 1956   | Statutory Town                   | 217  | 333        | 323        | 3,1 %    |
| Boulder              | City of Boulder               | Boulder County                                  | 4. Nov. 1871    | Home Rule Municipality           | 11   | 91.481     | 94.673     | −3,4 %   |
| Bow Mar              | Town of Bow Mar               | Arapahoe County Jefferson County                | Aug. 1958       | Statutory Town                   | 158  | 811        | 847        | −4,3 %   |
| Branson              | Town of Branson               | Las Animas County                               | 26. März 1921   | Statutory Town                   | 261  | 79         | 77         | 2,6 %    |
| Breckenridge         | Town of Breckenridge          | Summit County                                   | 3. März 1880    | Home Rule Municipality           | 89   | 2.768      | 2.408      | 15,0 %   |
| Brighton             | City of Brighton              | Adams County Weld County                        | 1. Sep. 1887    | Home Rule Municipality           | 24   | 29.750     | 20.905     | 42,3 %   |
| Brookside            | Town of Brookside             | Fremont County                                  | 1913            | Statutory Town                   | 229  | 219        | 219        | 0,0 %    |
| Broomfield           | City and County of Broomfield | City and County of Broomfield                   | 6. Juni 1961    | Consolidated City and County     | 16   | 45.116     | 38.272     | 17,9 %   |
| Brush                | City of Brush                 | Morgan County                                   | 24. Nov. 1884   | Statutory City                   | 67   | 5.205      | 5.117      | 1,7 %    |
| Buena Vista          | Town of Buena Vista           | Chaffee County                                  | 8. Nov. 1879    | Statutory Town                   | 106  | 2.155      | 2.195      | −1,8 %   |
| Burlington           | City of Burlington            | Kit Carson County                               | 12. Jan. 1888   | Home Rule Municipality           | 83   | 3.480      | 3.678      | −5,4 %   |
| Calhan               | Town of Calhan                | El Paso County                                  | 10. Mai 1919    | Statutory Town                   | 152  | 869        | 896        | −3,0 %   |
| Campo                | Town of Campo                 | Baca County                                     | 6. März 1950    | Statutory Town                   | 245  | 133        | 150        | −11,3 %  |
| Cañon City           | City of Cañon City            | Fremont County                                  | 3. Apr. 1872    | Home Rule Municipality           | 31   | 16.124     | 15.431     | 4,5 %    |
| Carbondale           | Town of Carbondale            | Garfield County                                 | 26. Apr. 1888   | Home Rule Municipality           | 59   | 6.013      | 5.196      | 15,7 %   |
| Castle Pines North   | City of Castle Pines North    | Douglas County                                  | 6. Nov. 2007    | Home Rule Municipality           | 999  | 0          | 0          | A999     |
| Castle Rock          | Town of Castle Rock           | Douglas County                                  | 17. Mai 1881    | Home Rule Municipality           | 19   | 39.682     | 20.224     | 96,2 %   |
| Cedaredge            | Town of Cedaredge             | Delta County                                    | 2. Mai 1907     | Statutory Town                   | 104  | 2.215      | 1.854      | 19,5 %   |
| Centennial           | City of Centennial            | Arapahoe County                                 | 7. Feb. 2001    | Statutory City                   | 10   | 98.270     | 0          | A999     |
| Center               | Town of Center                | Rio Grande County Saguache County               | 18. Jan. 1907   | Statutory Town                   | 98   | 2.445      | 2.392      | 2,2 %    |
| Central City         | City of Central               | Gilpin County Clear Creek County                | 12. Juni 1886   | Home Rule Municipality           | 192  | 514        | 515        | −0,2 %   |
| Cheraw               | Town of Cheraw                | Otero County                                    | 17. Apr. 1917   | Statutory Town                   | 234  | 211        | 211        | 0,0 %    |
| Cherry Hills Village | City of Cherry Hills Village  | Arapahoe County                                 | 19. Juli 1945   | Home Rule Municipality           | 58   | 6.185      | 5.958      | 3,8 %    |
| Cheyenne Wells       | Town of Cheyenne Wells        | Cheyenne County                                 | 14. Mai 1890    | Statutory Town                   | 155  | 856        | 1.010      | −15,2 %  |
| Coal Creek           | Town of Coal Creek            | Fremont County                                  | 11. Feb. 1882   | Statutory Town                   | 213  | 362        | 303        | 19,5 %   |
| Cokedale             | Town of Cokedale              | Las Animas County                               | 15. März 1948   | Statutory Town                   | 244  | 135        | 139        | −2,9 %   |
| Collbran             | Town of Collbran              | Mesa County                                     | 22. Juli 1908   | Statutory Town                   | 204  | 415        | 388        | 7,0 %    |
| Colorado Springs     | City of Colorado Springs      | El Paso County                                  | 19. Juni 1886   | Home Rule Municipality           | 2    | 372.437    | 360.890    | 3,2 %    |
| Columbine Valley     | Town of Columbine Valley      | Arapahoe County                                 | 2. Juli 1959    | Statutory Town                   | 130  | 1.254      | 1.132      | 10,8 %   |
| Commerce City        | City of Commerce City         | Adams County                                    | 18. Dez. 1952   | Home Rule Municipality           | 20   | 38.887     | 20.991     | 85,3 %   |
| Cortez               | City of Cortez                | Montezuma County                                | 10. Nov. 1902   | Home Rule Municipality           | 46   | 8.448      | 7.977      | 5,9 %    |
| Craig                | City of Craig                 | Moffat County                                   | 15. Juli 1908   | Home Rule Municipality           | 41   | 9.251      | 9.189      | 0,7 %    |
| Crawford             | Town of Crawford              | Delta County                                    | 19. Dez. 1910   | Statutory Town                   | 208  | 389        | 366        | 6,3 %    |
| Creede               | Town of Creede                | Mineral County                                  | 19. Mai 1892    | Statutory Town                   | 206  | 409        | 377        | 8,5 %    |
| Crested Butte        | Town of Crested Butte         | Gunnison County                                 | 15. Juli 1880   | Home Rule Municipality           | 121  | 1.554      | 1.529      | 1,6 %    |
| Crestone             | Town of Crestone              | Saguache County                                 | 24. Jan. 1902   | Statutory Town                   | 260  | 86         | 73         | 17,8 %   |
| Cripple Creek        | City of Cripple Creek         | Teller County                                   | 9. Juni 1892    | Statutory City                   | 140  | 1.068      | 1.115      | −4,2 %   |
| Crook                | Town of Crook                 | Logan County                                    | 23. Sep. 1918   | Statutory Town                   | 247  | 128        | 128        | 0,0 %    |
| Crowley              | Town of Crowley               | Crowley County                                  | 10. Okt. 1921   | Statutory Town                   | 239  | 178        | 187        | −4,8 %   |
| Dacono               | City of Dacono                | Weld County                                     | 23. Sep. 1908   | Home Rule Municipality           | 80   | 3.752      | 3.015      | 24,4 %   |
| De Beque             | Town of De Beque              | Mesa County                                     | 18. Jan. 1890   | Statutory Town                   | 195  | 481        | 451        | 6,7 %    |
| Deer Trail           | Town of Deer Trail            | Arapahoe County                                 | 3. Feb. 1920    | Statutory Town                   | 185  | 578        | 598        | −3,3 %   |
| Del Norte            | Town of Del Norte             | Rio Grande County                               | 15. Nov. 1895   | Statutory Town                   | 115  | 1.685      | 1.705      | −1,2 %   |
| Delta                | City of Delta                 | Delta County                                    | 24. Okt. 1882   | Home Rule Municipality           | 48   | 8.366      | 6.400      | 30,7 %   |
| Denver               | City and County of Denver     | City and County of Denver                       | 7. Nov. 1861    | Consolidated City and County     | 1    | 566.974    | 554.636    | 2,2 %    |
| Dillon               | Town of Dillon                | Summit County                                   | 26. Jan. 1883   | Home Rule Municipality           | 162  | 780        | 802        | −2,7 %   |
| Dinosaur             | Town of Dinosaur              | Moffat County                                   | 18. Dez. 1947   | Statutory Town                   | 214  | 342        | 319        | 7,2 %    |
| Dolores              | Town of Dolores               | Montezuma County                                | 19. Juli 1900   | Statutory Town                   | 148  | 899        | 857        | 4,9 %    |
| Dove Creek           | Town of Dove Creek            | Dolores County                                  | 15. Juni 1939   | Statutory Town                   | 170  | 711        | 698        | 1,9 %    |
| Durango              | City of Durango               | La Plata County                                 | 27. Apr. 1881   | Home Rule Municipality           | 33   | 15.614     | 13.922     | 12,2 %   |
| Eads                 | Town of Eads                  | Kiowa County                                    | 29. Jan. 1916   | Statutory Town                   | 176  | 647        | 747        | −13,4 %  |
| Eagle                | Town of Eagle                 | Eagle County                                    | 5. Apr. 1905    | Statutory Town                   | 71   | 4.919      | 3.032      | 62,2 %   |
| Eaton                | Town of Eaton                 | Weld County                                     | 5. Dez. 1892    | Statutory Town                   | 77   | 4.044      | 2.690      | 50,3 %   |
| Eckley               | Town of Eckley                | Montezuma County                                | 16. Juni 1920   | Statutory Town                   | 223  | 273        | 278        | −1,8 %   |
| Edgewater            | City of Edgewater             | Jefferson County                                | 5. Nov. 1904    | Home Rule Municipality           | 68   | 5.159      | 5.445      | −5,3 %   |
| Elizabeth            | Town of Elizabeth             | Elbert County                                   | 9. Okt. 1890    | Statutory Town                   | 124  | 1.501      | 1.434      | 4,7 %    |
| Empire               | Town of Empire                | Clear Creek County                              | 12. Apr. 1882   | Statutory Town                   | 216  | 335        | 355        | −5,6 %   |
| Englewood            | City of Englewood             | Arapahoe County                                 | 9. Mai 1903     | Home Rule Municipality           | 22   | 32.286     | 31.727     | 1,8 %    |
| Erie                 | Town of Erie                  | Boulder County Weld County                      | 15. Nov. 1885   | Statutory Town                   | 34   | 14.125     | 6.291      | 124,5 %  |
| Estes Park           | Town of Estes Park            | Larimer County                                  | 17. Apr. 1917   | Statutory Town                   | 60   | 6.006      | 5.413      | 11,0 %   |
| Evans                | City of Evans                 | Weld County                                     | 15. Nov. 1885   | Home Rule Municipality           | 28   | 17.977     | 9.514      | 89,0 %   |
| Fairplay             | Town of Fairplay              | Park County                                     | 15. Nov. 1872   | Statutory Town                   | 173  | 678        | 610        | 11,1 %   |
| Federal Heights      | City of Federal Heights       | Adams County                                    | 19. Mai 1940    | Statutory City                   | 37   | 11.744     | 12.065     | −2,7 %   |
| Firestone            | Town of Firestone             | Weld County                                     | 8. Okt. 1908    | Statutory Town                   | 54   | 7.124      | 1.908      | 273,4 %  |
| Flagler              | Town of Flagler               | Kit Carson County                               | 2. Nov. 1916    | Statutory Town                   | 183  | 586        | 612        | −4,2 %   |
| Fleming              | Town of Fleming               | Logan County                                    | 5. Mai 1917     | Statutory Town                   | 201  | 442        | 426        | 3,8 %    |
| Florence             | City of Florence              | Fremont County                                  | 13. Sep. 1887   | Statutory City                   | 82   | 3.692      | 3.653      | 1,1 %    |
| Fort Collins         | City of Fort Collins          | Larimer County                                  | 12. Feb. 1883   | Home Rule Municipality           | 5    | 129.467    | 118.652    | 9,1 %    |
| Fort Lupton          | City of Fort Lupton           | Weld County                                     | 15. Jan. 1890   | Statutory City                   | 51   | 7.424      | 6.787      | 9,4 %    |
| Fort Morgan          | City of Fort Morgan           | Morgan County                                   | 15. Juni 1887   | Home Rule Municipality           | 38   | 10.807     | 11.034     | −2,1 %   |
| Fountain             | City of Fountain              | El Paso County                                  | 23. Apr. 1903   | Home Rule Municipality           | 26   | 19.374     | 15.197     | 27,5 %   |
| Fowler               | Town of Fowler                | Otero County                                    | 25. Aug. 1900   | Statutory Town                   | 137  | 1.134      | 1.206      | −6,0 %   |
| Foxfield             | Town of Foxfield              | Arapahoe County                                 | 15. Dez. 1994   | Statutory Town                   | 147  | 909        | 746        | 21,8 %   |
| Fraser               | Town of Fraser                | Grand County                                    | 15. Juni 1953   | Statutory Town                   | 148  | 899        | 910        | −1,2 %   |
| Frederick            | Town of Frederick             | Weld County                                     | 9. Sep. 1908    | Statutory Town                   | 52   | 7.395      | 2.467      | 199,8 %  |
| Frisco               | Town of Frisco                | Summit County                                   | 3. Dez. 1880    | Home Rule Municipality           | 97   | 2.498      | 2.443      | 2,3 %    |
| Fruita               | City of Fruita                | Mesa County                                     | 18. Apr. 1894   | Home Rule Municipality           | 55   | 7.055      | 6.478      | 8,9 %    |
| Garden City          | Town of Garden City           | Weld County                                     | 14. Sep. 1936   | Statutory Town                   | 215  | 339        | 357        | −5,0 %   |
| Genoa                | Town of Genoa                 | Lincoln County                                  | 27. Juli 1905   | Statutory Town                   | 237  | 187        | 211        | −11,4 %  |
| Georgetown           | Town of Georgetown            | Clear Creek County                              | 10. Jan. 1868   | Territorial Charter Municipality | 141  | 1.054      | 1.088      | −3,1 %   |
| Gilcrest             | Town of Gilcrest              | Weld County                                     | 18. März 1912   | Statutory Town                   | 136  | 1.139      | 1.162      | −2,0 %   |
| Glendale             | City of Glendale              | Arapahoe County                                 | 19. Mai 1952    | Home Rule Municipality           | 72   | 4.762      | 4.547      | 4,7 %    |
| Glenwood Springs     | City of Glenwood Springs      | Garfield County                                 | 4. Sep. 1885    | Home Rule Municipality           | 44   | 8.765      | 7.736      | 13,3 %   |
| Golden               | City of Golden                | Jefferson County                                | 2. Jan. 1871    | Home Rule Municipality           | 29   | 17.239     | 17.159     | 0,5 %    |
| Granada              | Town of Granada               | Prowers County                                  | 25. Juli 1887   | Statutory Town                   | 180  | 612        | 640        | −4,4 %   |
| Granby               | Town of Granby                | Grand County                                    | 11. Dez. 1905   | Statutory Town                   | 117  | 1.674      | 1.525      | 9,8 %    |
| Grand Junction       | City of Grand Junction        | Mesa County                                     | 22. Juli 1882   | Home Rule Municipality           | 15   | 46.898     | 41.986     | 11,7 %   |
| Grand Lake           | Town of Grand Lake            | Grand County                                    | 23. Juni 1944   | Statutory Town                   | 202  | 437        | 447        | −2,2 %   |
| Greeley              | City of Greeley               | Weld County                                     | 15. Nov. 1885   | Home Rule Municipality           | 12   | 89.046     | 76.930     | 15,7 %   |
| Green Mountain Falls | Town of Green Mountain Falls  | El Paso County Teller County                    | 19. Aug. 1880   | Statutory Town                   | 159  | 791        | 773        | 2,3 %    |
| Greenwood Village    | City of Greenwood Village     | Arapahoe County                                 | 19. Sep. 1950   | Home Rule Municipality           | 35   | 13.440     | 11.035     | 21,8 %   |
| Grover               | Town of Grover                | Weld County                                     | 6. Okt. 1916    | Statutory Town                   | 243  | 153        | 153        | 0,0 %    |
| Gunnison             | City of Gunnison              | Gunnison County                                 | 1. März 1880    | Home Rule Municipality           | 65   | 5.309      | 5.409      | −1,8 %   |
| Gypsum               | Town of Gypsum                | Eagle County                                    | 25. Nov. 1911   | Home Rule Municipality           | 66   | 5.307      | 3.654      | 45,2 %   |
| Hartman              | Town of Hartman               | Prowers County                                  | 14. Mai 1910    | Statutory Town                   | 254  | 108        | 111        | −2,7 %   |
| Haswell              | Town of Haswell               | Kiowa County                                    | 2. Sep. 1920    | Statutory Town                   | 262  | 75         | 84         | −10,7 %  |
| Haxtun               | Town of Haxtun                | Phillips County                                 | 30. Juli 1909   | Statutory Town                   | 144  | 997        | 982        | 1,5 %    |
| Hayden               | Town of Hayden                | Routt County                                    | 5. Mai 1906     | Statutory Town                   | 123  | 1.534      | 1.634      | −6,1 %   |
| Hillrose             | Town of Hillrose              | Morgan County                                   | 20. Mai 1919    | Statutory Town                   | 221  | 278        | 254        | 9,4 %    |
| Holly                | Town of Holly                 | Prowers County                                  | 4. Sep. 1903    | Statutory Town                   | 145  | 987        | 1.048      | −5,8 %   |
| Holyoke              | City of Holyoke               | Phillips County                                 | 31. Mai 1888    | Home Rule Municipality           | 102  | 2.291      | 2.261      | 1,3 %    |
| Hooper               | Town of Hooper                | Alamosa County                                  | 20. Mai 1898    | Statutory Town                   | 247  | 125        | 123        | 1,6 %    |
| Hot Sulphur Springs  | Town of Hot Sulphur Springs   | Grand County                                    | 1. Apr. 1903    | Statutory Town                   | 191  | 518        | 521        | −0,6 %   |
| Hotchkiss            | Town of Hotchkiss             | Delta County                                    | 14. März 1901   | Statutory Town                   | 139  | 1.087      | 968        | 12,3 %   |
| Hudson               | Town of Hudson                | Weld County                                     | 2. Apr. 1914    | Statutory Town                   | 119  | 1.582      | 1.565      | 1,1 %    |
| Hugo                 | Town of Hugo                  | Lincoln County                                  | 21. Juni 1909   | Statutory Town                   | 163  | 771        | 885        | −12,9 %  |
| Idaho Springs        | City of Idaho Springs         | Clear Creek County                              | 15. Nov. 1885   | Statutory City                   | 110  | 1.797      | 1.889      | −4,9 %   |
| Ignacio              | Town of Ignacio               | La Plata County                                 | 7. Juli 1913    | Statutory Town                   | 177  | 630        | 669        | −5,8 %   |
| Iliff                | Town of Iliff                 | Logan County                                    | 20. Feb. 1906   | Statutory Town                   | 231  | 222        | 213        | 4,2 %    |
| Jamestown            | Town of Jamestown             | Boulder County                                  | 22. Juni 1883   | Statutory Town                   | 226  | 232        | 205        | 13,2 %   |
| Johnstown            | Town of Johnstown             | Weld County Larimer County                      | 13. Mai 1907    | Home Rule Municipality           | 50   | 8.237      | 3.827      | 115,2 %  |
| Julesburg            | Town of Julesburg             | Sedgwick County                                 | 18. Nov. 1886   | Statutory Town                   | 129  | 1.308      | 1.467      | −10,8 %  |
| Keenesburg           | Town of Keenesburg            | Weld County                                     | 4. Juni 1919    | Statutory Town                   | 135  | 1.140      | 855        | 33,3 %   |
| Kersey               | Town of Kersey                | Weld County                                     | 3. Dez. 1908    | Statutory Town                   | 126  | 1.418      | 1.389      | 2,1 %    |
| Kim                  | Town of Kim                   | Las Animas County                               | 1910            | Statutory Town                   | 263  | 66         | 65         | 1,5 %    |
| Kiowa                | Town of Kiowa                 | Elbert County                                   | 30. Dez. 1912   | Home Rule Municipality           | 181  | 607        | 581        | 4,5 %    |
| Kit Carson           | Town of Kit Carson            | Cheyenne County                                 | 13. Juli 1931   | Statutory Town                   | 229  | 219        | 253        | −13,4 %  |
| Kremmling            | Town of Kremmling             | Grand County                                    | 14. Mai 1904    | Statutory Town                   | 122  | 1.549      | 1.578      | −1,8 %   |
| La Jara              | Town of La Jara               | Conejos County                                  | 11. Nov. 1910   | Statutory Town                   | 157  | 823        | 877        | −6,2 %   |
| La Junta             | City of La Junta              | Otero County                                    | 23. Apr. 1881   | Home Rule Municipality           | 53   | 7.242      | 7.568      | −4,3 %   |
| La Veta              | Town of La Veta               | Huerfano County                                 | 16. Juni 1886   | Statutory Town                   | 151  | 887        | 924        | −4,0 %   |
| Lafayette            | City of Lafayette             | Boulder County                                  | 6. Jan. 1890    | Home Rule Municipality           | 25   | 24.211     | 23.197     | 4,4 %    |
| Lake City            | Town of Lake City             | Hinsdale County                                 | 19. Sep. 1884   | Statutory Town                   | 209  | 383        | 375        | 2,1 %    |
| Lakeside             | Town of Lakeside              | Jefferson County                                | 25. Nov. 1907   | Statutory Town                   | 269  | 19         | 20         | −5,0 %   |
| Lakewood             | City of Lakewood              | Jefferson County                                | 24. Juni 1969   | Home Rule Municipality           | 4    | 140.024    | 144.126    | −2,8 %   |
| Lamar                | City of Lamar                 | Prowers County                                  | 5. Dez. 1886    | Home Rule Municipality           | 49   | 8.356      | 8.869      | −5,8 %   |
| Larkspur             | Town of Larkspur              | Douglas County                                  | 1979            | Home Rule Municipality           | 218  | 316        | 234        | 35,0 %   |
| Las Animas           | City of Las Animas            | Bent County                                     | 15. Mai 1886    | Statutory City                   | 96   | 2.531      | 2.758      | −8,2 %   |
| LaSalle              | Town of LaSalle               | Weld County                                     | 1910            | Statutory Town                   | 108  | 1.916      | 1.849      | 3,6 %    |
| Leadville            | City of Leadville             | Lake County                                     | 18. Feb. 1878   | Statutory City                   | 91   | 2.705      | 2.821      | −4,1 %   |
| Limon                | Town of Limon                 | Lincoln County                                  | 18. Nov. 1909   | Statutory Town                   | 109  | 1.817      | 2.071      | −12,3 %  |
| Littleton            | City of Littleton             | Arapahoe County Jefferson County Douglas County | 13. März 1890   | Home Rule Municipality           | 18   | 40.324     | 40.340     | 0,0 %    |
| Lochbuie             | Town of Lochbuie              | Weld County Adams County                        | Mai 1974        | Statutory Town                   | 78   | 4.033      | 2.049      | 96,8 %   |
| Log Lane Village     | Town of Log Lane Village      | Morgan County                                   | 12. Juni 1956   | Statutory Town                   | 142  | 1.010      | 1.006      | 0,4 %    |
| Lone Tree            | City of Lone Tree             | Douglas County                                  | Nov. 1995       | Home Rule Municipality           | 43   | 9.003      | 4.873      | 84,8 %   |
| Longmont             | City of Longmont              | Boulder County Weld County                      | 15. Nov. 1885   | Home Rule Municipality           | 13   | 82.646     | 71.093     | 16,3 %   |
| Louisville           | City of Louisville            | Boulder County                                  | 3. Juni 1882    | Home Rule Municipality           | 27   | 18.417     | 18.937     | −2,7 %   |
| Loveland             | City of Loveland              | Larimer County                                  | 30. Apr. 1881   | Home Rule Municipality           | 14   | 61.122     | 50.608     | 20,8 %   |
| Lyons                | Town of Lyons                 | Boulder County                                  | 10. Apr. 1891   | Statutory Town                   | 112  | 1.756      | 1.585      | 10,8 %   |
| Manassa              | Town of Manassa               | Conejos County                                  | 6. Juni 1889    | Statutory Town                   | 143  | 1.001      | 1.042      | −3,9 %   |
| Mancos               | Town of Mancos                | Montezuma County                                | 30. Nov. 1894   | Statutory Town                   | 131  | 1.226      | 1.119      | 9,6 %    |
| Manitou Springs      | City of Manitou Springs       | El Paso County                                  | 25. Jan. 1888   | Home Rule Municipality           | 70   | 5.072      | 4.980      | 1,8 %    |
| Manzanola            | Town of Manzanola             | Otero County                                    | 9. Juli 1900    | Statutory Town                   | 194  | 494        | 525        | −5,9 %   |
| Marble               | Town of Marble                | Gunnison County                                 | 1899            | Statutory Town                   | 256  | 100        | 105        | −4,8 %   |
| Mead                 | Town of Mead                  | Weld County                                     | 17. März 1908   | Statutory Town                   | 88   | 2.849      | 2.017      | 41,2 %   |
| Meeker               | Town of Meeker                | Rio Blanco County                               | 10. Nov. 1885   | Statutory Town                   | 100  | 2.300      | 2.242      | 2,6 %    |
| Merino               | Town of Merino                | Logan County                                    | 4. Jan. 1917    | Statutory Town                   | 221  | 278        | 246        | 13,0 %   |
| Milliken             | Town of Milliken              | Weld County                                     | 1. Okt. 1910    | Statutory Town                   | 61   | 5.801      | 2.888      | 100,9 %  |
| Minturn              | Town of Minturn               | Eagle County                                    | 23. Nov. 1904   | Home Rule Municipality           | 138  | 1.132      | 1.068      | 6,0 %    |
| Moffat               | Town of Moffat                | Saguache County                                 | 20. Apr. 1911   | Statutory Town                   | 250  | 122        | 114        | 7,0 %    |
| Monte Vista          | City of Monte Vista           | Rio Grande County                               | 27. Sep. 1886   | Home Rule Municipality           | 74   | 4.159      | 4.529      | −8,2 %   |
| Montezuma            | Town of Montezuma             | Summit County                                   | 1882            | Statutory Town                   | 266  | 42         | 42         | 0,0 %    |
| Montrose             | City of Montrose              | Montrose County                                 | 1. Mai 1882     | Home Rule Municipality           | 30   | 16.449     | 12.344     | 33,3 %   |
| Monument             | Town of Monument              | El Paso County                                  | 14. Mai 1881    | Statutory Town                   | 95   | 2.533      | 1.971      | 28,5 %   |
| Morrison             | Town of Morrison              | Jefferson County                                | 29. Jan. 1906   | Home Rule Municipality           | 207  | 407        | 430        | −5,3 %   |
| Mount Crested Butte  | Town of Mount Crested Butte   | Gunnison County                                 | 1973            | Home Rule Municipality           | 190  | 523        | 707        | −26,0 %  |
| Mountain View        | Town of Mountain View         | Jefferson County                                | 11. Okt. 1904   | Home Rule Municipality           | 132  | 1.195      | 569        | 110,0 %  |
| Mountain Village     | Town of Mountain Village      | San Miguel County                               | 10. März 1995   | Home Rule Municipality           | 164  | 765        | 978        | −21,8 %  |
| Naturita             | Town of Naturita              | Montrose County                                 | 30. Nov. 1951   | Statutory Town                   | 175  | 659        | 635        | 3,8 %    |
| Nederland            | Town of Nederland             | Boulder County                                  | 15. Nov. 1885   | Statutory Town                   | 128  | 1.332      | 1.394      | −4,4 %   |
| New Castle           | Town of New Castle            | Garfield County                                 | 27. März 1890   | Home Rule Municipality           | 84   | 3.294      | 1.984      | 66,0 %   |
| Northglenn           | City of Northglenn            | Adams County Weld County                        | 19. Apr. 1969   | Home Rule Municipality           | 21   | 33.045     | 31.575     | 4,7 %    |
| Norwood              | Town of Norwood               | San Miguel County                               | 20. Aug. 1903   | Statutory Town                   | 199  | 445        | 438        | 1,6 %    |
| Nucla                | Town of Nucla                 | Montrose County                                 | 14. März 1915   | Statutory Town                   | 167  | 733        | 734        | −0,1 %   |
| Nunn                 | Town of Nunn                  | Weld County                                     | 28. März 1908   | Statutory Town                   | 189  | 524        | 471        | 11,3 %   |
| Oak Creek            | Town of Oak Creek             | Routt County                                    | 26. Dez. 1907   | Statutory Town                   | 159  | 791        | 849        | −6,8 %   |
| Olathe               | Town of Olathe                | Montrose County                                 | 16. Okt. 1907   | Statutory Town                   | 114  | 1.721      | 1.573      | 9,4 %    |
| Olney Springs        | Town of Olney Springs         | Crowley County                                  | 27. Mai 1912    | Statutory Town                   | 210  | 373        | 389        | −4,1 %   |
| Ophir                | Town of Ophir                 | San Miguel County                               | 1881            | Home Rule Municipality           | 249  | 124        | 113        | 9,7 %    |
| Orchard City         | Town of Orchard City          | Delta County                                    | 25. Mai 1912    | Statutory Town                   | 86   | 3.133      | 2.880      | 8,8 %    |
| Ordway               | Town of Ordway                | Crowley County                                  | 4. Sep. 1900    | Statutory Town                   | 134  | 1.174      | 1.248      | −5,9 %   |
| Otis                 | Town of Otis                  | Washington County                               | 27. März 1917   | Statutory Town                   | 191  | 509        | 534        | −4,7 %   |
| Ouray                | City of Ouray                 | Ouray County                                    | 24. März 1884   | Statutory City                   | 150  | 896        | 813        | 10,2 %   |
| Ovid                 | Town of Ovid                  | Sedgwick County                                 | 21. Dez. 1925   | Statutory Town                   | 220  | 306        | 330        | −7,3 %   |
| Pagosa Springs       | Town of Pagosa Springs        | Archuleta County                                | 18. März 1891   | Home Rule Municipality           | 116  | 1.684      | 1.591      | 5,8 %    |
| Palisade             | Town of Palisade              | Mesa County                                     | 4. Apr. 1904    | Statutory Town                   | 90   | 2.734      | 2.579      | 6,0 %    |
| Palmer Lake          | Town of Palmer Lake           | El Paso County                                  | 12. März 1889   | Statutory Town                   | 101  | 2.292      | 2.179      | 5,2 %    |
| Paoli                | Town of Paoli                 | Phillips County                                 | 6. Aug. 1930    | Statutory Town                   | 266  | 42         | 42         | 0,0 %    |
| Paonia               | Town of Paonia                | Delta County                                    | 3. Sep. 1902    | Statutory Town                   | 118  | 1.621      | 1.497      | 8,3 %    |
| Parachute            | Town of Parachute             | Garfield County                                 | 1. Apr. 1908    | Home Rule Municipality           | 133  | 1.189      | 1.006      | 18,2 %   |
| Parker               | Town of Parker                | Douglas County                                  | Mai 1981        | Home Rule Municipality           | 17   | 41.406     | 23.558     | 75,8 %   |
| Peetz                | Town of Peetz                 | Logan County                                    | 17. Mai 1917    | Statutory Town                   | 227  | 224        | 227        | −1,3 %   |
| Pierce               | Town of Pierce                | Weld County                                     | 30. Aug. 1918   | Statutory Town                   | 153  | 864        | 884        | −2,3 %   |
| Pitkin               | Town of Pitkin                | Gunnison County                                 | 5. Apr. 1880    | Statutory Town                   | 253  | 113        | 124        | −8,9 %   |
| Platteville          | Town of Platteville           | Weld County                                     | 1. Jan. 1887    | Statutory Town                   | 92   | 2.611      | 2.370      | 10,2 %   |
| Poncha Springs       | Town of Poncha Springs        | Chaffee County                                  | 16. Dez. 1880   | Statutory Town                   | 197  | 461        | 466        | −1,1 %   |
| Pritchett            | Town of Pritchett             | Baca County                                     | 1923            | Statutory Town                   | 250  | 122        | 137        | −10,9 %  |
| Pueblo               | City of Pueblo                | Delta County                                    | 15. Nov. 1885   | Home Rule Municipality           | 9    | 103.730    | 102.121    | 1,6 %    |
| Ramah                | Town of Ramah                 | El Paso County                                  | 18. Juli 1927   | Statutory Town                   | 251  | 119        | 117        | 1,7 %    |
| Rangely              | Town of Rangely               | Rio Blanco County                               | 27. Aug. 1946   | Statutory Town                   | 107  | 2.090      | 2.096      | −0,3 %   |
| Raymer               | Town of Raymer                | Weld County                                     | 1919            | Statutory Town                   | 258  | 91         | 91         | 0,0 %    |
| Red Cliff            | Town of Red Cliff             | Eagle County                                    | 18. Dez. 1880   | Statutory Town                   | 219  | 307        | 289        | 6,2 %    |
| Rico                 | Town of Rico                  | Dolores County                                  | 25. Feb. 1880   | Home Rule Municipality           | 227  | 241        | 205        | 17,6 %   |
| Ridgway              | Town of Ridgway               | Ouray County                                    | 2. Apr. 1891    | Home Rule Municipality           | 166  | 749        | 713        | 5,0 %    |
| Rifle                | City of Rifle                 | Garfield County                                 | 18. Aug. 1905   | Home Rule Municipality           | 47   | 8.446      | 6.784      | 24,5 %   |
| Rockvale             | Town of Rockvale              | Fremont County                                  | 30. Sep. 1886   | Statutory Town                   | 201  | 443        | 426        | 4,0 %    |
| Rocky Ford           | City of Rocky Ford            | Otero County                                    | 19. Aug. 1887   | Statutory City                   | 76   | 4.118      | 4.286      | −3,9 %   |
| Romeo                | Town of Romeo                 | Conejos County                                  | 4. Sep. 1923    | Statutory Town                   | 211  | 363        | 375        | −3,2 %   |
| Rye                  | Town of Rye                   | Pueblo County                                   | 22. Nov. 1937   | Statutory Town                   | 235  | 203        | 202        | 0,5 %    |
| Saguache             | Town of Saguache              | Saguache County                                 | 13. Aug. 1891   | Statutory Town                   | 182  | 595        | 578        | 2,9 %    |
| Salida               | City of Salida                | Chaffee County                                  | 23. März 1891   | Statutory City                   | 64   | 5.410      | 5.504      | −1,7 %   |
| San Luis             | Town of San Luis              | Costilla County                                 | 1885            | Statutory Town                   | 172  | 680        | 739        | −8,0 %   |
| Sanford              | Town of Sanford               | Conejos County                                  | 9. Apr. 1907    | Statutory Town                   | 161  | 784        | 817        | −4,0 %   |
| Sawpit               | Town of Sawpit                | San Miguel County                               | 1896            | Statutory Town                   | 268  | 23         | 25         | −8,0 %   |
| Sedgwick             | Town of Sedgwick              | Sedgwick County                                 | 28. Jan. 1918   | Statutory Town                   | 240  | 171        | 191        | −10,5 %  |
| Seibert              | Town of Seibert               | Kit Carson County                               | 21. Juni 1917   | Statutory Town                   | 240  | 171        | 180        | −5,0 %   |
| Severance            | Town of Severance             | Weld County                                     | 20. Nov. 1920   | Statutory Town                   | 93   | 2.590      | 597        | 333,8 %  |
| Sheridan             | City of Sheridan              | Arapahoe County                                 | 1. Apr. 1890    | Home Rule Municipality           | 63   | 5.460      | 5.600      | −2,5 %   |
| Sheridan Lake        | Town of Sheridan Lake         | Kiowa County                                    | 11. Juni 1951   | Statutory Town                   | 264  | 60         | 66         | −9,1 %   |
| Silt                 | Town of Silt                  | Garfield County                                 | 19. Mai 1915    | Statutory Town                   | 99   | 2.408      | 1.740      | 38,4 %   |
| Silver Cliff         | Town of Silver Cliff          | Custer County                                   | 10. Feb. 1879   | Statutory Town                   | 184  | 582        | 512        | 13,7 %   |
| Silver Plume         | Town of Silver Plume          | Clear Creek County                              | 24. Sep. 1880   | Statutory Town                   | 236  | 190        | 203        | −6,4 %   |
| Silverthorne         | Town of Silverthorne          | Summit County                                   | 5. Sep. 1967    | Home Rule Municipality           | 81   | 3.733      | 3.196      | 16,8 %   |
| Silverton            | Town of Silverton             | San Juan County                                 | 15. Nov. 1885   | Statutory Town                   | 188  | 548        | 531        | 3,2 %    |
| Simla                | Town of Simla                 | Elbert County                                   | 15. Jan. 1913   | Statutory Town                   | 168  | 720        | 663        | 8,6 %    |
| Snowmass Village     | Town of Snowmass Village      | Pitkin County                                   | 1977            | Home Rule Municipality           | 113  | 1.741      | 1.822      | −4,4 %   |
| South Fork           | Town of South Fork            | Rio Grande County                               | 19. Mai 1992    | Statutory Town                   | 186  | 558        | 604        | −7,6 %   |
| Springfield          | Town of Springfield           | Baca County                                     | 16. Jan. 1889   | Statutory Town                   | 127  | 1.350      | 1.562      | −13,6 %  |
| Starkville           | Town of Starkville            | Las Animas County                               | 2. März 1954    | Statutory Town                   | 246  | 130        | 128        | 1,6 %    |
| Steamboat Springs    | City of Steamboat Springs     | Routt County                                    | 19. Aug. 1907   | Home Rule Municipality           | 40   | 9.315      | 9.815      | −5,1 %   |
| Sterling             | City of Sterling              | Logan County                                    | 3. Dez. 1884    | Home Rule Municipality           | 36   | 12.581     | 11.360     | 10,7 %   |
| Stratton             | Town of Stratton              | Kit Carson County                               | 15. Apr. 1917   | Statutory Town                   | 178  | 627        | 669        | −6,3 %   |
| Sugar City           | Town of Sugar City            | Crowley County                                  | 2. Juli 1900    | Statutory Town                   | 224  | 263        | 279        | −5,7 %   |
| Superior             | Town of Superior              | Boulder County Jefferson County                 | 10. Juni 1904   | Statutory Town                   | 39   | 10.262     | 9.011      | 13,9 %   |
| Swink                | Town of Swink                 | Otero County                                    | 6. Juni 1906    | Statutory Town                   | 171  | 681        | 696        | −2,2 %   |
| Telluride            | Town of Telluride             | San Miguel County                               | 10. Feb. 1887   | Home Rule Municipality           | 103  | 2.267      | 2.221      | 2,1 %    |
| Thornton             | City of Thornton              | Adams County Weld County                        | 12. Juni 1956   | Home Rule Municipality           | 6    | 109.155    | 82.384     | 32,5 %   |
| Timnath              | Town of Timnath               | Larimer County                                  | 6. Juli 1920    | Statutory Town                   | 233  | 213        | 223        | −4,5 %   |
| Trinidad             | City of Trinidad              | Las Animas County                               | 30. Dez. 1879   | Home Rule Municipality           | 42   | 9.134      | 9.078      | 0,6 %    |
| Two Buttes           | Town of Two Buttes            | Baca County                                     | 19. Okt. 1911   | Statutory Town                   | 264  | 60         | 67         | −10,4 %  |
| Vail                 | Town of Vail                  | Eagle County                                    | 1966            | Home Rule Municipality           | 73   | 4.628      | 4.531      | 2,1 %    |
| Victor               | City of Victor                | Teller County                                   | 16. Juli 1894   | Statutory City                   | 203  | 422        | 445        | −5,2 %   |
| Vilas                | Town of Vilas                 | Baca County                                     | 25. Juni 1888   | Statutory Town                   | 257  | 99         | 110        | −10,0 %  |
| Vona                 | Town of Vona                  | Kit Carson County                               | 9. Aug. 1919    | Statutory Town                   | 259  | 90         | 95         | −5,3 %   |
| Walden               | Town of Walden                | Jackson County                                  | 2. Dez. 1890    | Statutory Town                   | 179  | 621        | 734        | −15,4 %  |
| Walsenburg           | City of Walsenburg            | Huerfano County                                 | 16. Juni 1873   | Statutory City                   | 79   | 3.943      | 4.182      | −5,7 %   |
| Walsh                | Town of Walsh                 | Baca County                                     | 19. Juli 1928   | Statutory Town                   | 174  | 667        | 723        | −7,7 %   |
| Ward                 | Town of Ward                  | Boulder County                                  | 9. Juni 1896    | Home Rule Municipality           | 242  | 165        | 169        | −2,4 %   |
| Wellington           | Town of Wellington            | Larimer County                                  | 10. Nov. 1905   | Statutory Town                   | 75   | 4.128      | 2.672      | 54,5 %   |
| Westcliffe           | Town of Westcliffe            | Custer County                                   | 21. Nov. 1887   | Statutory Town                   | 198  | 456        | 417        | 9,4 %    |
| Westminster          | City of Westminster           | Adams County Jefferson County                   | 24. Mai 1911    | Home Rule Municipality           | 7    | 105.753    | 100.940    | 4,8 %    |
| Wheat Ridge          | City of Wheat Ridge           | Jefferson County                                | 20. Aug. 1969   | Home Rule Municipality           | 23   | 30.979     | 32.913     | −5,9 %   |
| Wiggins              | Town of Wiggins               | Morgan County                                   | 11. Okt. 1974   | Statutory Town                   | 146  | 944        | 838        | 12,6 %   |
| Wiley                | Town of Wiley                 | Prowers County                                  | 28. Jan. 1909   | Statutory Town                   | 196  | 470        | 483        | −2,7 %   |
| Williamsburg         | Town of Williamsburg          | Fremont County                                  | 7. Apr. 1888    | Statutory Town                   | 165  | 756        | 714        | 5,9 %    |
| Windsor              | Town of Windsor               | Weld County Larimer County                      | 15. Apr. 1890   | Home Rule Municipality           | 32   | 15.976     | 9.896      | 61,4 %   |
| Winter Park          | Town of Winter Park           | Grand County                                    | 1. Sep. 1979    | Home Rule Municipality           | 169  | 717        | 662        | 8,3 %    |
| Woodland Park        | City of Woodland Park         | Teller County                                   | 6. Juni 1891    | Home Rule Municipality           | 56   | 6.729      | 6.515      | 3,3 %    |
| Wray                 | City of Wray                  | Montezuma County                                | 22. Juni 1906   | Home Rule Municipality           | 105  | 2.160      | 2.187      | −1,2 %   |
| Yampa                | Town of Yampa                 | Routt County                                    | 25. Feb. 1907   | Statutory Town                   | 205  | 413        | 443        | −6,8 %   |
| Montezuma            | City of Montezuma             | Montezuma County                                | 24. März 1887   | Home Rule Municipality           | 85   | 3.249      | 3.285      | −1,1 %   |

## Allgemeine Quellen
- State of Colorado
  - Colorado Department of Local Affairs
    - Active Colorado municipalities
    - Colorado municipal incorporations

  - Colorado Department of Transportation
    - CDOT maps
- U.S. Census Bureau
  - American Factfinder
  - Tiger Map Server
  - U.S. Gazetteer
- U.S. Department of the Interior
  - U.S. Geological Survey
    - Geographic Names Information System query

  - National Atlas of the United States of America
- U.S. Postal Service
  - ZIP Code lookup
- TopoZone topographic maps and aerial photographs